# Inibizione di ritorno
L’inibizione di ritorno (IDR) è una funzione facente parte di un più ampio coacervo di funzioni utilizzate dal nostro sistema nervoso nell’ambito di un importante processo cognitivo chiamato “attenzione”.
L'attenzione ha la funzione di organizzare le informazioni provenienti dall'esterno regolando al tempo stesso – in modalità sia parallela che seriale – altre funzioni, come ad esempio l’inibizione di ritorno appena detta, oppure altri processi cognitivi, come ad esempio la memoria. 
In psicologia, l'inibizione di ritorno (Inhibition of Return, IOR) è la tendenza ad evitare di riorientare l'attenzione su posizioni spaziali od oggetti già esplorati. Sperimentalmente la IOR si può osservare, rispettando determinate circostanze, in un compito di orientamento attentivo con indizi simbolici periferici. Quando le latenze sono più grandi in risposta ad un target che appare in una zona precedentemente segnalata da un indizio rispetto ad una zona non segnalata si può parlare di IOR. La IOR faciliterebbe l'esplorazione di nuove posizioni spaziali e di nuovi oggetti, precedentemente non esplorati nella ricerca visiva, favorendo così un'interazione con l'ambiente più efficace.
L'inibizione di ritorno è stata descritta per la prima volta da Michael Posner e Yoav Cohen i quali hanno trovato che, contrariamente alle aspettative, i tempi di reazione si allungano se il tempo tra cue e stimolo supera un certo valore.
L'IDR viene solitamente osservata e misurata per mezzo di specifici esperimenti eseguiti in laboratorio e facenti parte di un paradigma di ricerca chiamato "spatial cueing". Tuttavia lo sviluppo della ricerca sull’IDR ha reclutato anche un secondo paradigma utilizzato negli studi sull’attenzione, e cioè la “visual search”.
Si tratta di due dei paradigmi sperimentali più importanti nello studio dell’allocazione di risorse attentive nello spazio. Lo spatial cueing è stato sviluppato in particolare da Michael Posner mentre la visual search è stata sviluppata da Anne Treisman.
Gli esperimenti di Posner hanno misurato i tempi di reazione del soggetto sperimentale nella detezione di un semplice stimolo visivo.

## Esempio di esperimento
Un esperimento tipico è quello in cui un soggetto sperimentale posto davanti ad un monitor e utilizzando una tastiera, viene invitato a pigiare un solo tasto tra due - in genere la lettera "A" oppure la lettera "L" - ogni qualvolta vede apparire uno stimolo target predefinito. Se lo stimolo target appare a sinistra del campo visivo del soggetto sperimentale, dovrà premere il più velocemente possibile il tasto "A". Se appare a destra dovrà premere il tasto "L".
L'apparizione dello stimolo target è preceduta dall'apparizione di uno stimolo indizio (o cue) che è molto predittivo (in genere nell'80% dei casi) riguardo a dove apparirà il successivo stimolo target. Quindi se lo stimolo indizio apparirà a destra del campo visivo del soggetto sperimentale, nell'80% dei casi lo stimolo target apparirà a destra e nel 20% dei casi a sinistra. In modo analogo ma inverso se lo stimolo indizio apparirà a sinistra.
Posner fece una importante scoperta, in modo del tutto casuale (serendipità). Quando lo stimolo target veniva presentato al soggetto sperimentale entro 300 millisecondi dopo l’apparizione dello stimolo indizio, quest’ultimo assolveva bene il suo ruolo di facilitatore. Infatti i soggetti sperimentali sono più veloci a rispondere quando la regione del campo visivo in cui appaiono entrambi gli stimoli è la stessa (o entrambi a destra oppure entrambi a sinistra). Un leggero ritardo si verifica quando i due stimoli appaiono in regioni diverse.
Tuttavia è stato osservato che se l’intervallo di tempo tra l’apparizione dello stimolo indizio e l’apparizione dello stimolo target è superiore a 300 millisecondi – e comunque inferiore a 3 secondi – l’effetto di facilitazione si annulla, verificandosi piuttosto l’effetto contrario – l’IDR per l’appunto. Infatti il soggetto sperimentale impiegherà in questo caso meno tempo a rilevare e pigiare il tasto corrispondente quando i due stimoli appariranno in regioni diverse e più tempo quando i due stimoli appariranno nella stessa regione.

## Funzione dell'IDR
Una delle spiegazioni proposte circa la causa dell’IDR è infatti quella di essere un foraging facilitator, cioè un facilitatore della ricerca di cibo.
L’IDR potrebbe essere una funzione superstite o vestigiale e facente parte di un più ampio processo oramai fossile che permetteva ai nostri antenati di ottimizzare la ricerca di cibo.